# 团结峰
团结峰，又名岗则吾结（གངས་རྩེ་བརྒྱད Gangtse bu'gya），是祁连山脉的最高峰，位于中国青海省海西蒙古族藏族自治州天峻县。海拔5937米（5827米或5808米，有争议）。位于疏勒南山东南段，北纬38°30'与东经97°43'30"处，雪线在4400米以上，有较大面积的现代冰川。